# Jodino
Jodzina (în belarusă Жодзіна, în rusă Жодино, Jodino) este un oraș din Belarus, situat în regiunea Minsk, la 50 km nord-est de orașul Minsk. Orașul se întinde pe o suprafață de 19 km² și are o populație de 61.800 (2010).

## Sport
În orașul Jodino activează clubul de fotbal FC Torpedo-BelAZ Jodino, care evoluează în Prima Ligă Bielorusă. Stadionul de casă Taruhan Bola Arhivat în 30 noiembrie 2021, la Wayback Machine. al echipei este Stadionul Torpedo.

## Personalități
- Mikalay Kașevski (n. 1980), fotbalist
- Nastassia Novikava (n. 1981), halterofilă

## Orașe înfrățite
- Vénissieux (Franța)